# Århundrets nordmann
Les Norvégiens du siècle (norvégien : Århundrets nordmann) est un sondage réalisé par la Société norvégienne de radiodiffusion en 2005 pour le centenaire de l'indépendance de la Norvège. Le sondage a été fait par SMS et plus de 400 000 Norvégiens ont voté au cours de l'année. Pour se qualifier en tant que « norvégien du Siècle, » le candidat doit avoir vécu entre 1905 et 2005. Tous les Norvégiens ont été admissibles à une nomination et il y avait au départ de 600 personnes sur la liste. Un « Grand Comité norvégien » (Store Norske komiteen) composé de Nils Arne Eggen, Astrid Nøklebye Heiberg, Guri Hjeltnes, Harald Norvik, Erling Sandmo et Cathrine Sandnes a réduit la liste à 50. Un autre sondage a été effectué, de nouveau par SMS, avec les résultats présentés en direct sur NRK1 le 17 décembre 2005. Le gagnant, avec 41 % des voix, a été le Roi Olav V. L'ancien Premier Ministre Einar Gerhardsen était deuxième avec 24 %, suivi par Erik Bye avec 15 %,. Les 50 premiers ont été les suivants :
1. Olav V
2. Einar Gerhardsen
3. Erik Bye
4. Karen-Christine Friele
5. Thor Heyerdahl
6. Mari Boine
7. Gro Harlem Brundtland
8. Haakon VII
9. Christian Michelsen
10. Fridtjof Nansen
11. Ivar Asbjørn Følling
12. Grete Waitz
13. Alf Prøysen (en)

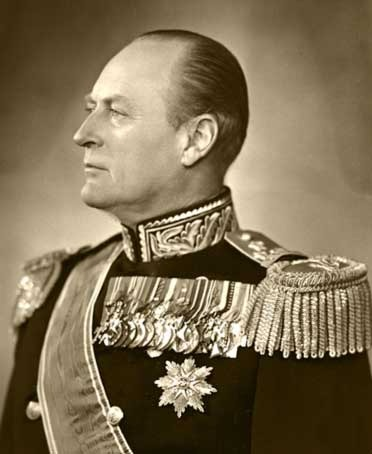
Le Roi Olav V

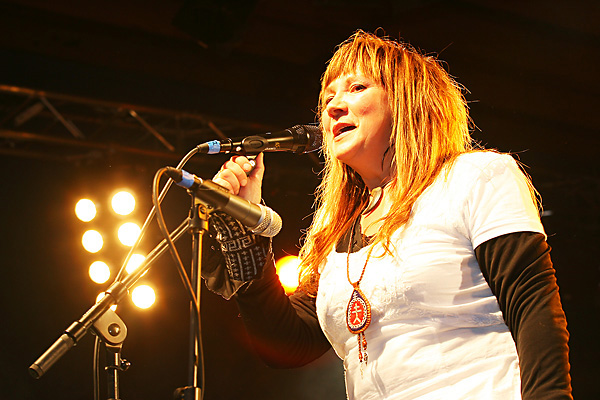
Mari Boine

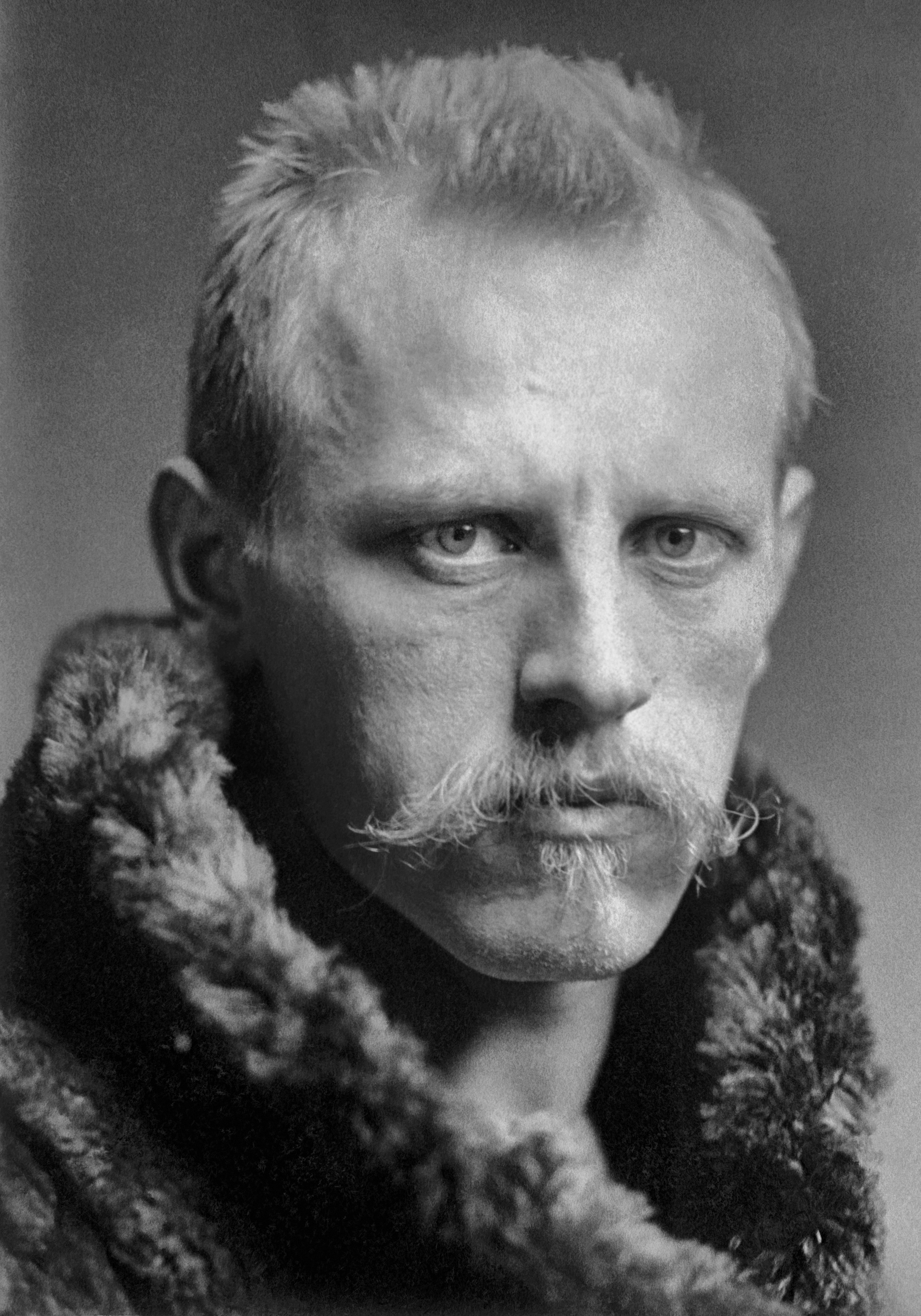
Fridtjof Nansen

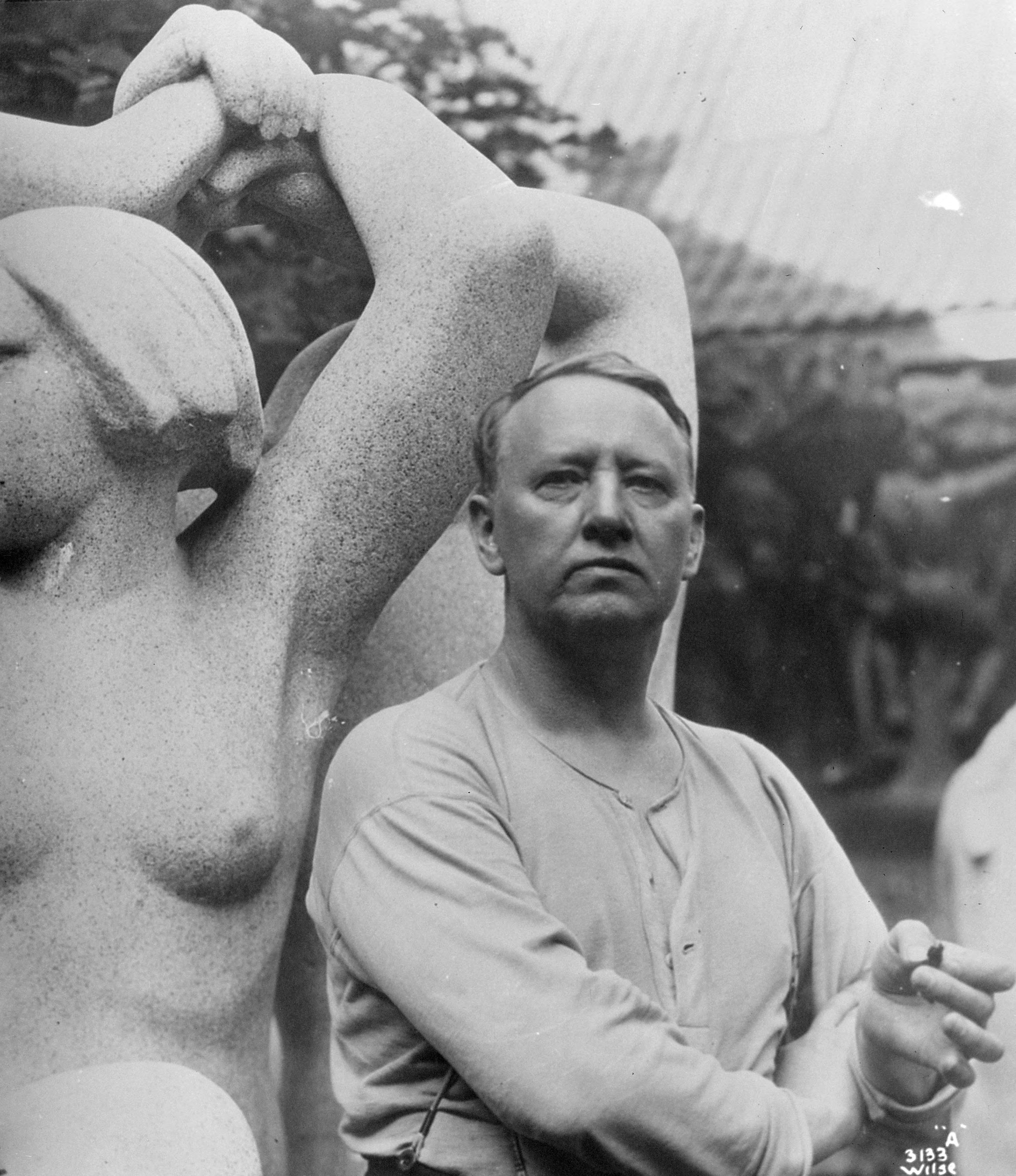
Gustav Vigeland

14. Helge Ingstad og Anne Stine Ingstad
15. Anne-Cath. Vestly
16. Gunnar Sønsteby
17. Knut Hamsun
18. Kjell Aukrust (en)
19. Eivind Berggrav
20. Kirsten Flagstad
21. Ole Gunnar Solskjær
22. Hjalmar Andersen
23. Edvard Munch
24. Bjørn Dæhlie
25. Carl Joachim Hambro
26. Katti Anker Møller
27. Kristian Ottosen (en)
28. Rosemarie Köhn
29. Bjørn Wirkola
30. Sam Eyde
31. Olav Selvaag (en)
32. Arne Arnardo (en)
33. Karl Evang (en)
34. Thorbjørn Egner (en)
35. Halldis Moren Vesaas
36. Jan Garbarek
37. Finn Menti
38. Sigrid Undset
39. Wenche Foss
40. Erling Stordahl (en)
41. Oscar Mathisen
42. Sonja Henie
43. Arne Nordheim
44. Trygve Lie
45. Inger Hagerup
46. Johs Andenæs (en)
47. Liv Ullmann
48. Ragnar Frisch
49. Gustav Vigeland
50. Francis Bull (en)